# Manđelos
Manđelos (cyr. Манђелос) – wieś w Serbii, w Wojwodinie, w okręgu sremskim, w mieście Sremska Mitrovica. W 2011 roku liczyła 1319 mieszkańców.